# Отелло (фільм, 1952)
«Оте́лло» (англ. Othello, повна назва: The Tragedy of Othello: The Moor of Venice) — фільм-драма 1952 року поставлений за мотивами однойменної трагедії Вільяма Шекспіра режисером Орсоном Веллсом. Світова прем'єра фільму відбулася 10 травня 1952 року на 5-му Каннському кінофестивалі де він став лауреатом Гран-прі за найкращий фільм.

## В ролях
| Орсон Веллс       | ···· | Отелло    |
| Майкл МакЛіаммойр | ···· | Яго       |
| Сюзанна Клутьє    | ···· | Дездемона |
| Роберт Кут        | ···· | Родріго   |
| Майкл Лоренс      | ···· | Кассіо    |
| Хілтон Едвардс    | ···· | Брабанціо |
| Фей Комптон       | ···· | Емілія    |
| Ніколас Брюс      | ···· | Лодовіко  |
| Доріс Доулінг     | ···· | Б'янка    |

## Історія створення
Орсон Веллс працював над цим фільмом приблизно з 1948 по 1951 рік. Знімання відбувалося в умовах постійного браку фінансування, тому процес створення стрічки був не зовсім звичайний. Двічі роботу доводилося повністю зупиняти та розпускати знімальну групу. Режисер вирушав на пошуки коштів (у тому числі на зніманні інших фільмів) після чого збирав групу знову. На нормальну обробку звуку коштів так і не знайшлося: діалоги частково записували прямо на знімальному майданчику. Копія стрічки, що збереглася, містить дуже низькоякісну аудіодоріжку, у багатьох місцях не синхронізовано звук і картинку — так і було в початковому варіанті. Попри проблеми з фінансуванням, необхідну натуру знайшли в автентичних (за Шекспіром) місцях: у Венеції, на Кіпрі та в Марокко.
Навіть після успіху в Каннах стрічка так і не потрапила в широкий прокат. Тільки у 1955 році вона вийшла в обмежений прокат у США, і її нарешті змогли побачити та оцінити. Критик Роджер Еберт пише про те, що навіть у 1992 році не міг знайти для перегляду нормальної копії, в наявності була лише дуже поганої якості 16-мм кіноплівка. Після довгих пошуків вдалося знайти якісний негатив на 35-мм плівці. Проте, звук на плівці був дуже низької якості (на додаток до первинних проблем з аудіо). Відновлення стрічки в наш час обійшлося дорожче за саме виробництво фільму і потребувало близько $1 млн.

## Критика
Критики оцінили стрічку радше як кінематографічний експеримент і дуже цікаве, хоча і вільне, поводження з класичним сюжетом. Фільм привабливий передусім в образотворчому плані: режисерові вдалися переходи між сценами, чудові ракурси камери і операторська робота в цілому. Критик Бослі Краутер (New York Times) назвав фільм «Екстраординарною роботою». Роджер Еберт відізвався «про незвичайний дослід», який він отримав після перегляду, і порекомендував потенційному глядачеві все ж добре познайомитися з першоджерелом, інакше буде важко слідкувати за думкою творця стрічки.
Як драма фільм не такий цікавий. Діалоги, акторська гра на досить високому рівні. На жаль, по-справжньому глибоко оцінити акторську гру складно через те, що в наявних копіях фільму нелегко розібрати слова. Виконавці ролей Отелло і Дездемони на своєму місці, тоді як гра Майкла МакЛіаммойра, на думку Бослі Краутера, абсолютно не відповідає образу Яго, який він намагався утілити.

## Визнання
| Нагороди та номінації фільму «Отелло» | Нагороди та номінації фільму «Отелло»   | Нагороди та номінації фільму «Отелло» | Нагороди та номінації фільму «Отелло» | Нагороди та номінації фільму «Отелло» | Нагороди та номінації фільму «Отелло» |
| Рік                                   | Кінофестиваль/кінопремія                | Категорія/нагорода                    | Номінант                              | Результат                             |                                       |
| ------------------------------------- | --------------------------------------- | ------------------------------------- | ------------------------------------- | ------------------------------------- | ------------------------------------- |
| 1952                                  | 5-й Каннський міжнародний кінофестиваль | Гран-прі                              | Отелло                                | Перемога                              |                                       |
| 1993                                  | Кінофестиваль Фанташпорту               | Найкращий фільм                       | Отелло                                | Номінація                             |                                       |